# Demokracja liberalna
Demokracja liberalna (demokracja konstytucyjna) – rodzaj demokracji przedstawicielskiej realizujący założenia liberalizmu. Charakteryzuje się wolnymi i uczciwymi wyborami oraz pluralizmem politycznym. Jest utożsamiany z demokracją parlamentarną.
W konstytucjach państw demokracji konstytucyjnej zapisano wiele praw i wolności przysługujących ich obywatelom i innym osobom przebywającym na terytorium państwa. Decyzje podejmowane w demokracji liberalnej nie mogą naruszać praw mniejszości.
Przykładami państw demokracji konstytucyjnej są m.in. państwa członkowskie Unii Europejskiej i Stany Zjednoczone.